# 12935 Чженчжемінь
12935 Чженчжемінь (12935 Zhengzhemin) — астероїд головного поясу, відкритий 2 жовтня 1999 року.
Тіссеранів параметр щодо Юпітера — 3,569.
Названо на честь китайського інженера Чжен Чжеміня(кит.: 鄭哲敏).